# Gomeda abdominalis
Gomeda abdominalis är en insektsart som först beskrevs av Kirby 1891.  Gomeda abdominalis ingår i släktet Gomeda och familjen Flatidae. Inga underarter finns listade i Catalogue of Life.